# Điện ảnh Liên Xô
Điện ảnh Liên Xô (tiếng Nga: Кинематограф СССР) là tên gọi nền Điện ảnh của Liên bang Cộng hòa Xã hội chủ nghĩa Xô viết (1917-1991).

## Lịch sử hình thành và phát triển

### Thập niên 1920 - 1940
Liên Bang Cộng Hoà Xã hội Chủ nghĩa Xô Viết, chính thức thành lập vào ngày 30/12/1922, ngay từ khi thành lập Liên Xô đã coi phim ảnh là một trong những phương tiện lý tưởng để giáo dục và truyền tải đến người dân các thông điệp của Đảng Cộng sản bởi tính đại chúng của điện ảnh. V.I.Lenin đã công nhận rằng điện ảnh là một phương tiện quan trọng để tuyên truyền đến cho nhân dân ý nghĩa, mục đích, và những thành công của Chủ nghĩa Cộng sản. Tuy nhiên, trong thời gian giữa Chiến tranh thế giới lần thứ I và Cách mạng Tháng Mười Nga, phần lớn nền công nghiệp phim ảnh nói riêng và các ngành công nghiệp khác hỗ trợ cho nó (như điện lực) đang đặt trong tình trạng hỗn loạn. Phần lớp các rạp chiếu phim đều nằm trên hành lang giữa Moscow và St. Petersburg, còn hầu hết các rạp khác đều không thể sử dụng được. Thêm vào đó, nhiều diễn viên, nhà sản xuất, đạo diễn, và các tầng lớp nghệ sĩ khác trong thời kì tiền Xô Viết đã bỏ chạy ra nước ngoài hoặc gia nhập vào các quân đoàn Hồng Quân khi họ tiến đánh các phần tử phong kiến phản quốc ở phía Nam. Mặt khác, chính phủ mới thành lập cũng không có đủ nguồn lực để duy trì sự hoạt động của ngành công nghiệp điện ảnh. Vì thế, chính phủ ban đầu đã chỉ đạo các dự án kiểm duyệt và chứng nhận các bộ phim từ thời tiền Xô Viết và chưa vội quốc hữu hoá ngành điện ảnh. Khi đường lối này được áp dụng, các phim đầu tiên của nền điện ảnh Xô Viết là các phim cũ của Đế quốc Nga và các phim nhập khẩu đã qua kiểm duyệt với điều kiện không chống phá Nhà nước Xô Viết và hệ tư tưởng của Đảng. Mặc dù vậy, phim đầu tiên được công chiếu tại Liên Xô lại không thoả mãn hoàn toàn yêu cầu trên: bộ phim "Otets Sergii" (Father Sergii), một bộ phim tôn giáo hoàn thành trong những tuần cuối cùng của Đế quốc Nga và chưa được mang ra công chiếu. Bộ phim được công chiếu vào năm 1918.
Sau đó, chính phủ chỉ có thể chi một khoản tiền khiêm tốn để thực hiện các phim ngắn, mang tính tuyên truyền cao, nổi tiếng nhất là các phim agitki - các phim tuyên truyền với mục đích gây xúc động, cổ vũ tinh thần của nhân dân tham gia vào các hoạt động của chính phủ và đã rất hiệu quả với những người chưa hoàn toàn tin tưởng vào chế độ mới. Các bộ phim ngắn này (thường chỉ có độ dài bằng 1 cuộn phim nhỏ) không có các hiệu ứng đặc biệt, thường chỉ thu lại các bài diễn văn trực tiếp, được đưa đi qua nhiều làng mạc, ngay cả những nơi chưa bao giờ biết đến phim ảnh trước đó.
Phim thời sự, như phim tài liệu, cũng là một thể loại phim chính khác của điện ảnh Xô Viết thời kì mở đầu. Seri phim thời sự Kino-Pravda của Dziga Vertov là bộ phim thời sự nổi tiếng nhất thời bấy giờ. kéo dài từ năm 1922 đến 1925. Mặc dù mang nặng xu hướng giáo dục nhưng đạo diễn Vertov đã sử dụng bộ phim này để giới thiệu chủ nghĩa hiện thực Xã hội chủ nghĩa - một thử nghiệm mới của điện ảnh.
Mặc dù vậy, cho đến tận năm 1921, vẫn không có một rạp chiếu bóng đầy đủ chức năng nào ở ngay tại Moscow cho đến tận cuối năm 1921. Những thành công liên tiếp của các bộ phim cũ đã mở ra một khởi đầu tươi sáng cho nền điện ảnh Xô Viết, tới mức chính quyền đã không còn can thiệp quá sâu vào việc trình chiếu các bộ phim nữa, và trong năm 1923, 89 rạp mới đã được bổ sung và mở cửa trở lại. Mặc dù thuế đánh vào ngành bán vé và sản xuất phim ảnh rất cao, nhưng cũng đã xuất hiện các cá nhân tự bỏ tiền ra làm phim, với điều kiện các phim này phải tuân theo thế giới quan của Chủ nghĩa Xã hội. Trong khi đó, các đạo diễn và kịch bản gia ủng hộ Chủ nghĩa Cộng sản đã nhanh chóng làm nên một cuộc bùng nổ trong nền điện ảnh Liên Xô. Những tài năng mới hợp tác cùng các nhà làm phim kì cựu, với mục tiêu mang nghệ thuật của Chủ nghĩa cộng sản kết hợp lại để định nghĩa một thể loại "phim Xô Viết" hoàn toàn khác biệt và xuất sắc hơn phim ảnh của các nước đế quốc. Những người lãnh đạo của nền điện ảnh mới này cho rằng yếu tố cần thiết để đạt tới điều đó là họ phải có được sự tự do trong những thử nghiệm với điện ảnh, một điều có thể tạo ra những sáng tạo những cũng có thể tạo ra những phản hồi không dự đoán được như việc thắt chặt quản lý của chính quyền.
Bộ phim Battleship Potemkin của Eisenstein được công chiếu rộng rãi vào năm 1925, một bộ phim ca ngợi giai cấp công nhân. Những nhà lãnh đạo Đảng ngay sau đó đã nhận ra rằng, rất khó để kiểm soát được sự biểu hiện trên phim của các đạo diễn, bởi hiểu được ý nghĩa bộ phim đã là cả một vấn đề.
Một trong những bộ phim nổi tiếng nhất trong những năm 30 là Circus. Ngay sau khi Chiến tranh Thế giới II kết thúc, các bộ phim màu như A Stone Flower (1947), A Tale of Siberia (1947), và The Kuban Cossacks (1949) đã được công chiếu. Các bộ phim nổi tiếng khác trong thập niên 40 là Aleksandr Nevsky và Ivan Grozny.

### Thập niên 1950 - 1970
Với sự bắt đầu của chiến tranh Lạnh, các nhà kịch bản đã miễn cưỡng phải theo xu thế này, chính vì thế, chỉ có một lượng không nhiều các bộ phim được sản xuất trong thời gian này. Cuối những năm 1950 và 1960, sau khi Stalin qua đời và Khruschev lên năm quyền, nền điện ảnh Xô Viết lại tiếp tục nở rộ với những bộ phim như Ballada o Soldate (Ballad of a Soldier), đã giành giải thường BAFTA cho phim hay nhất và The Cranes Are Flying. Vysota (Height) cũng được đánh giá là một trong những bộ phim hay nhất của cuối thập niên 50. Trong thời kì này, các nhà làm phim được trao nhiều tự do hơn trong việc thể hiện các tác phẩm của mình, mở rộng ra nhiều thể loại và sản xuất ra rất nhiều bộ phim giải trí và nghệ thuật. Trong đó có rất nhiều bộ phim xuất sắc như:
- Seventeen Instants of Spring (Semnadtsat mgnoveniy vesny) (1973)
- White Sun of the Desert (Beloe Solntze Pustyni) (1970)
- Solaris (1972)
- Moscow Does Not Believe In Tears (1979) (Moskva Slezam ne Verit)
- I am striding Through Moscow (Ya Shagayu po Moskve) (1963)
- Irony of Fate (Original title: Ирония судьбы, или С лёгким паром!) (1975)
- Gentlemen of Fortune (Gentelmeny Udachi) (1972) starring Yevgeny Leonov
- The Diamond Arm (Brilliantovaya Ruka)

Đạo diễn Liên Xô không phải quan tâm lắm đến vấn đề tiền bạc bởi vậy họ để ý đến tính nghệ thuật của bộ phim hơn là những thành công về kinh tế. Chính vì thế, phim Liên Xô mang nặng tư tưởng triết học và văn hoá đặc trưng của các nước thuộc Liên Xô. Bởi thế người ngoại quốc rất khó để hiểu toàn bộ phim Liên Xô nếu chưa đi sâu vào nghiên cứu văn hoá của các nước thành viên Liên Bang Xô Viết.
Hoạt hình cũng là một thể loại mà điện ảnh Liên Xô rất thành công với những kĩ thuật làm phim tân tiến. Bộ phim hoạt hình Tale of Tales (1979) của Yuriy Norshteyn đã hai lần được trao danh hiệu "Phim hoạt hình xuất sắc nhất mọi thời đại" do các nhà làm phim hoạt hình trên toàn thế giới bình chọn vào các năm 1984 và 2002.
Trong năm kỉ niệm 60 năm điện ảnh Xô Viết (1979), ngày 25/4 Chủ tịch Đảng Cộng sản Liên Xô đã ra quyết định hàng năm sẽ lấy ngày 27/8, ngày mà Lenin đã ký sắc lệnh quốc hữu hoá ngành công nghịêp điện ảnh, làm "Ngày điện ảnh Xô Viết".

### Thập niên 1980

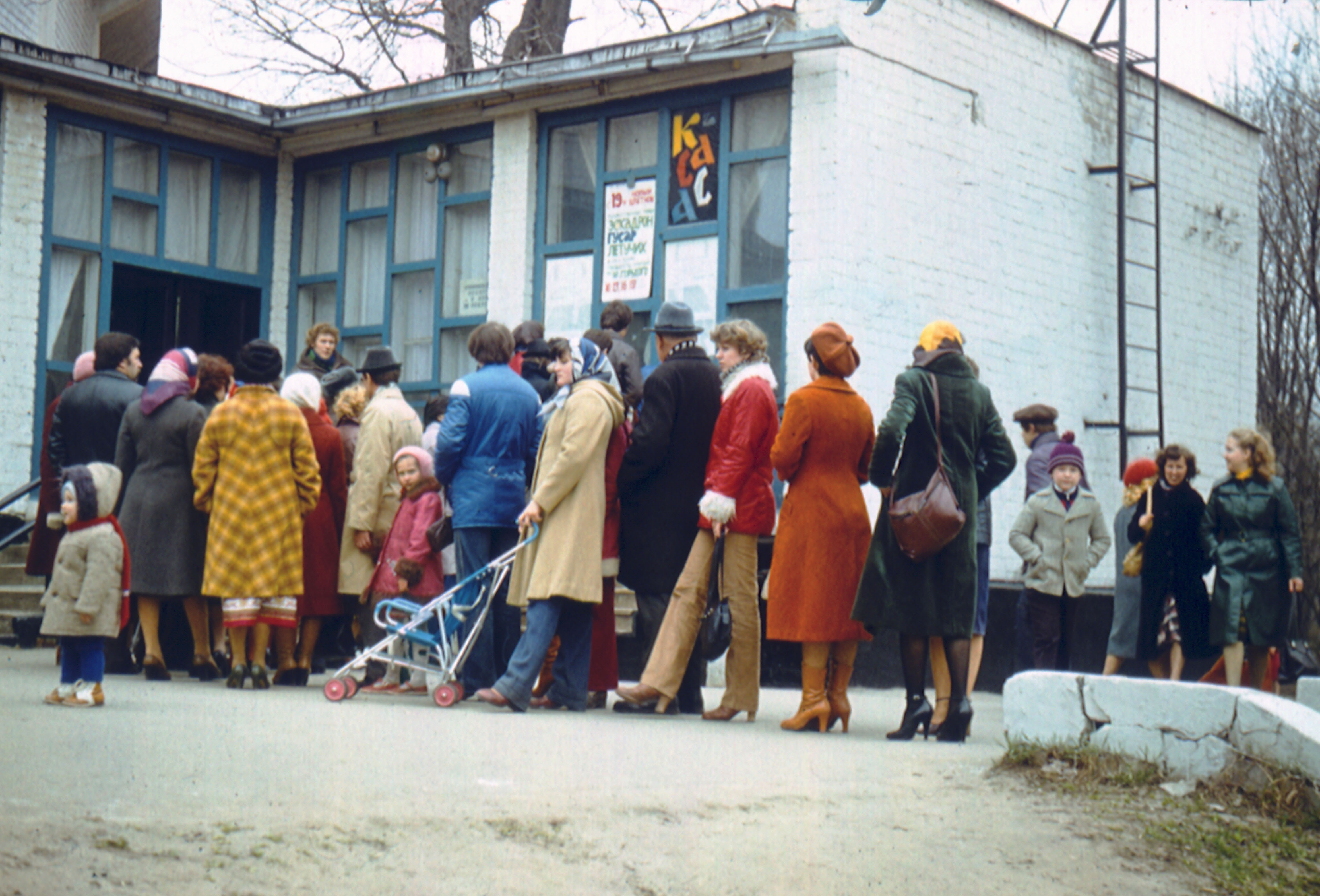

Thập niên 80 chứng kiến sự nới lỏng trong quản lý, kiểm duyệt điện ảnh cùng một loạt những rối ren trong xã hội. Trong thập niên này, một thể loại phim mới ra đời mang tên "chernukha"(trong tiếng Nga nghĩa là "đen tối"), với những phim như Little Vera, đã khắc hoạ đời sống khó khăn của nhân dân trong thời kì này. Các bộ phim nổi tiếng trong giai đoạn này có:
- Pokrovsky Gates (Pokrovskiye Vorota) (1982)
- Little Vera (Malenkaya Vera) (1988)
- Kin-dza-dza! (1986)

## Hãng phim
| - Armenfilm - Azerbaijanfilm - Belarusfilm - Gorky Film Studio - Gruziafilm - Kazakhfilm - Kievnauchfilm | - Kyrgyzfilm - Ladoga Studio - Lenfilm - Lithuanian Film Studio - Moldova-Film - Mosfilm - Dovzhenko Film Studios - Odessa Film Studio - Pilot | - Rīgas Film Studio - Soyuzmultfilm - Sverdlovsk Film Studio - Tadjikfilm - Tallinnfilm - Turkmenfilm - Uzbekfilm - Yalta Film Studio |

## Đạo diễn
| Giai đoạn đầu: - Grigory Aleksandrov - Sergey Bondarchuk - Aleksandr Dovzhenko - Sergey Eisenstein - Lev Kuleshov - Yakov Protazanov - Vsevolod Pudovkin - Ivan Pyryev - Dziga Vertov | Giai đoạn sau: - Andrey Konchalovsky - Nikita Mikhalkov - Aleksandr Sokurov - Andrey Tarkovsky - Aleksey German - Elem Klimov - Larissa Shepitko - Eldar Ryazanov - Leonid Gaidai - Georgy Danelya - Kira Muratova - Sergey Parajanov |

## Thành tựu

### Liên hoan phim
- Liên hoan phim toàn Liên bang
- Liên hoan phim Quốc tế Moskva
- Liên hoan phim Quốc tế Baltic
- Liên hoan phim Trung Á
- Liên hoan phim Quốc tế Tashkent